# Neapolis (Ohio)
Neapolis – jednostka osadnicza w Stanach Zjednoczonych, w stanie Ohio, w hrabstwie Lucas.